# 14TP
14TP – polski prototypowy czołg szturmowy z czasów dwudziestolecia międzywojennego.

## Rys historyczny
Niemal równocześnie z pracami nad gąsienicowo-kołowym czołgiem pościgowym 10TP polscy konstruktorzy rozpoczęli prace nad innym, lepiej opancerzonym i cięższym czołgiem. Projekt ten oznaczono jako 14TP. Od początku miał to być czołg o podwoziu czysto gąsienicowym – skomplikowany układ kołowo-gąsienicowy czołgu 10TP uznano za mało praktyczny. Takie rozwiązanie konstrukcyjne spowodowało zmniejszenie masy pojazdu, postawiono więc wykorzystać to na pogrubienie pancerza. Początkowe plany zakładały pancerz o grubości do 35 mm, jednakże ostateczny wariant miał już pancerz o grubości do 50 mm.
Projekt czołgu ukończono już na początku 1938 roku. Następnie przekazano go do Warsztatu Doświadczalnego, gdzie powstać miał prototyp. Na przeszkodzie stanął jednak brak odpowiedniego silnika. Jako napędu prototypu czołgu 14TP użyto amerykańskiego silnika gaźnikowego American LaFrance o mocy ok. 240 KM, który jednakże okazał się za słaby. Co prawda w tym czasie w BS PZInż. prowadzono prace nad polskim silnikiem benzynowym PZInż R.W.A (od nazwisk Rytel i Werner) o mocy 300–400 KM, przez inżynierów Zdzisława Rytla i Jerzego Wernera; jednakże w tym czasie znajdował się on dopiero w fazie prób i badań. Wobec tego postanowiono zastosować niemiecki silnik Maybach o mocy 300 KM i rozpoczęto niezbędne rozmowy z Niemcami na temat ich zakupu. Rozmowy te przeciągały się (przez działania strony niemieckiej) i ostatecznie przerwał je wybuch wojny.
Zbudowano jeden, nieukończony prototyp czołgu 14TP. Najprawdopodobniej znajdował się on w Warsztacie Doświadczalnym BBT Br. Panc. i PZInż. w Ursusie, gdzie we wrześniu 1939 roku został przypuszczalnie zniszczony, tak aby nie dostał się w ręce Niemców.
Według projektów czołg 14TP miał mieć masę 14 ton, zaś wymiary były zbliżone do 10TP. Pancerz, spawany z płyt walcowanych, miał mieć grubość 35–50 mm. Uzbrojenie początkowo miało składać się z armaty kal. 37 mm umieszczonej w wieży oraz dwóch karabinów maszynowych. Docelowo przewidywano uzbrojenie czołgu w nowo projektowaną armatę przeciwpancerną kal. 47 mm oraz nowe karabiny maszynowe kal. 7,92 mm chłodzone powietrzem.
Napęd miał stanowić chłodzony cieczą, 12-cylidrowy czołgowy silnik gaźnikowy Maybach HL108 o mocy 300 KM (219 kW) przy 2800 obr./min. Moc jednostkowa – 21,4 KM/t, zaś prędkość maksymalna 50 km/h. Załogę miało stanowić 4 ludzi.